# سمطا بحری
سمطا بحری (به عربی: السمطا بحري)، روستایی از توابع دشنا در استان قنا و کشور مصر است.

## جمعیت
براساس سرشماری سال ۲۰۰۶ مصر، جمعیت آن ۱۶۵۱۴ نفر(۸۵۵۷ مرد و  ۷۹۵۷ زن) بوده‌است.